# Temelucha novascotiae
Temelucha novascotiae là một loài tò vò trong họ Ichneumonidae.